# درمران سفلي (مقاطعة دالاهو)
درمران سفلي (بالفارسية: درمران سفلی) هي قرية تقع في كرمانشاه في إيران. يقدر عدد سكانها بـ 148 نسمة بحسب إحصاء 2016.